# Caisse Inter-Entreprises de prévoyance professionnelle
Die CIEPP - Caisse Inter-Entreprises de prévoyance professionnelle (ZKBV - Zwischenbetriebliche Kasse für Berufliche Vorsorge) mit Sitz in Genf ist eine autonome Schweizer Vorsorgeeinrichtung. Das in der Westschweiz stark verankerte Gemeinschaftswerk versichert im Bereich der Altersvorsorge das Personal der ihr angeschlossenen kleine und mittlere Unternehmen sowie Selbständigerwerbende im Rahmen der 2. Säule.
Die Vorsorgekasse wurde 1961 als Verein gegründet und 1984 in eine Genossenschaft umgewandelt. Mit dem Inkrafttreten der ersten Revision des Bundesgesetzes über die berufliche Alters-, Hinterlassenen- und Invalidenvorsorge wurde die CIEPP 2005 in eine Stiftung umgewandelt. Per Ende 2016 waren ihr insgesamt 9309 Unternehmen und Selbständigerwerbende mit 40'117 aktiv Versicherte und 4904 Rentenbezüger angeschlossen. Die Vermögensanlagen beliefen sich auf 5,87 Milliarden Schweizer Franken.

## Rechtsgrundlagen
Die gesetzlichen Grundlagen bilden das Bundesgesetz über die berufliche Alters-, Hinterlassenen- und Invalidenvorsorge, das Bundesgesetz über die Freizügigkeit in der beruflichen Alters-, Hinterlassenen- und Invalidenvorsorge sowie die dazugehörigen Verordnungen. Zu den Rechtsgrundlagen zählen zudem die Reglemente der CIEPP.

## Organisation
Oberstes Organ ist der Stiftungsrat. Dieser setzt sich paritätisch aus je fünf Arbeitgeber- und Arbeitnehmervertreter zusammen und wird jeweils auf vier Jahre gewählt. Das operative Tagesgeschäft wird von der zweiköpfigen Geschäftsleitung geleitet.